# Brazo de Norma

Mapa esquemático de la Vía Láctea. El brazo de Norma-Cisne aparece señalado en color azul.

El brazo de Norma (también conocido como brazo del Cisne o brazo de Norma-Cisne) es uno de los cuatro principales brazos espirales de nuestra galaxia, la Vía Láctea. Aunque los dos términos (brazo de Norma o brazo del Cisne) pueden utilizarse para denominar al brazo entero, son partes diferenciadas del propio brazo; el brazo de Norma propiamente dicho, es la parte más cercana al centro galáctico, mientras que las partes más exteriores pertenecen al brazo del Cisne. Su nombre proviene de la constelación Cygnus (el cisne).
Su radio es de unos 15,5 ± 2,8 kpc (alrededor de 50.000 años luz), y está situado cerca del brazo de Perseo. De igual modo que el brazo de Sagitario, el brazo de Norma-Cisne presenta la peculiaridad de que tiene su origen en la misma barra central de la galaxia.
Se ha descubierto una estructura todavía más externa al brazo de Norma-Cisne en la dirección de las constelaciones de Vela y Carina, que recibe el nombre de Nuevo brazo exterior.
- Datos: Q32896